# 蓋爾撞擊坑
蓋爾撞擊坑（英語：Gale）是火星上鄰近埃律西昂平原的低地邊緣，座標5°24′S 137°48′E / 5.4°S 137.8°E的大撞擊坑。它的直徑154公里，並且已經存在了約35至38億年之久。這個坑的名字來自澳洲天文學家華特·弗雷德里克·蓋爾（Walter Frederick Gale），他於19世紀後期觀測火星，並且描述火星存在著溝紋。
蓋爾坑曾是勇氣號火星探測器的登陸候選地點，現在是2011年11月26日發射，並于2012年8月6日登陸的火星科學實驗室好奇號的登陸地點。

## 地型特徵
蓋爾坑的外貌有著不尋常的特徵，有著大量的碎石環繞著高聳在中心的夏普山，這座山比火山口北側的底部高5.5公里，比南側高4.5公里－ 火山口本身的北側也比南側略高。山丘是由成層狀的物質組成，可能是在大約20億年前坍塌的。這座山丘的起源還不清楚，但是研究顯示它最初可能沉積在湖底，曾經完全充滿著沉積岩，如今只剩侵蝕的殘餘物。然而，這些結果都還在爭議中。觀測表明上層跨層狀的地形可能是风积作用造成的，但較低層的成因仍然不明確。
蓋爾撞擊坑的位置在火星的5.4S, 137.7E，勇氣號火星探測器（MER-A）的位置在14.57S, 175.47E，維京2號登陸艇在47.93N, 133.74E。

## 太空船的探測

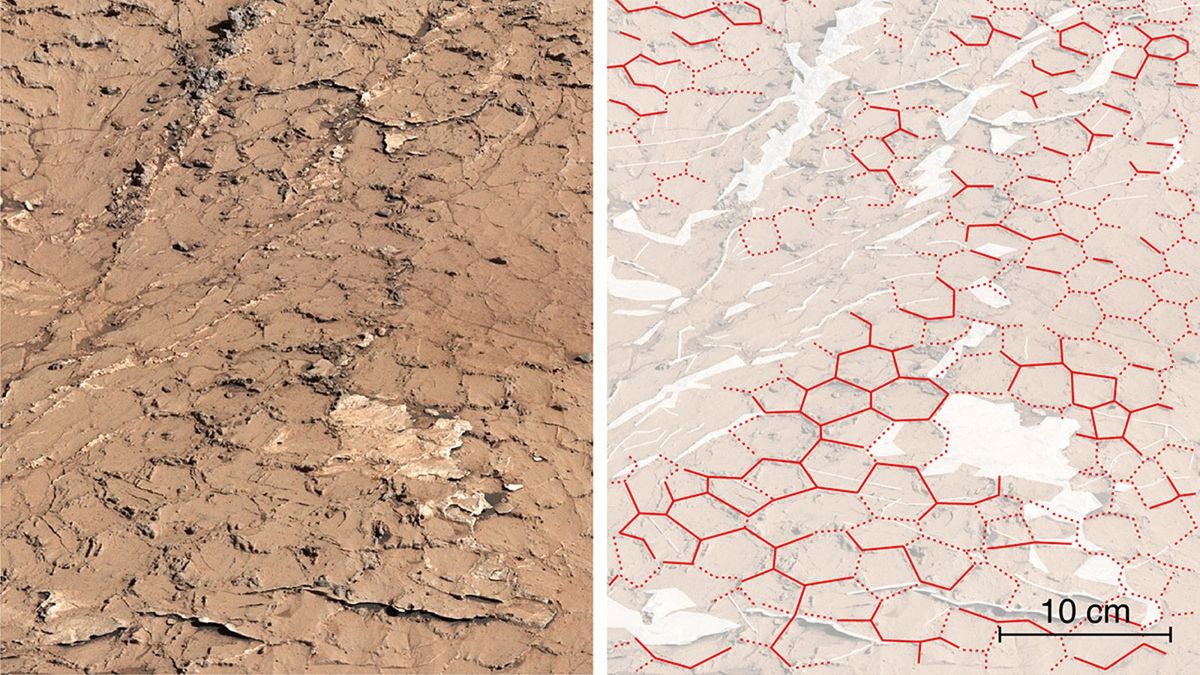
由好奇號於蓋爾撞擊坑中觀測到的六邊形泥裂紋。其六邊形紋路暗示這裡曾經有水，可能有生命活動過

許多侵蝕進山丘的河道給了科學家們研究地層的好機會，蓋爾已獲選為火星科學實驗室的主登陸場，它於2011年11月26日發射，2012年8月6日登陸於火星的蓋爾撞擊坑。蓋爾之前曾是2003年的勇氣號火星探測器的登陸候選地點，也是歐洲太空總署的ExoMars四個登陸候選地點之一。

## 圖集

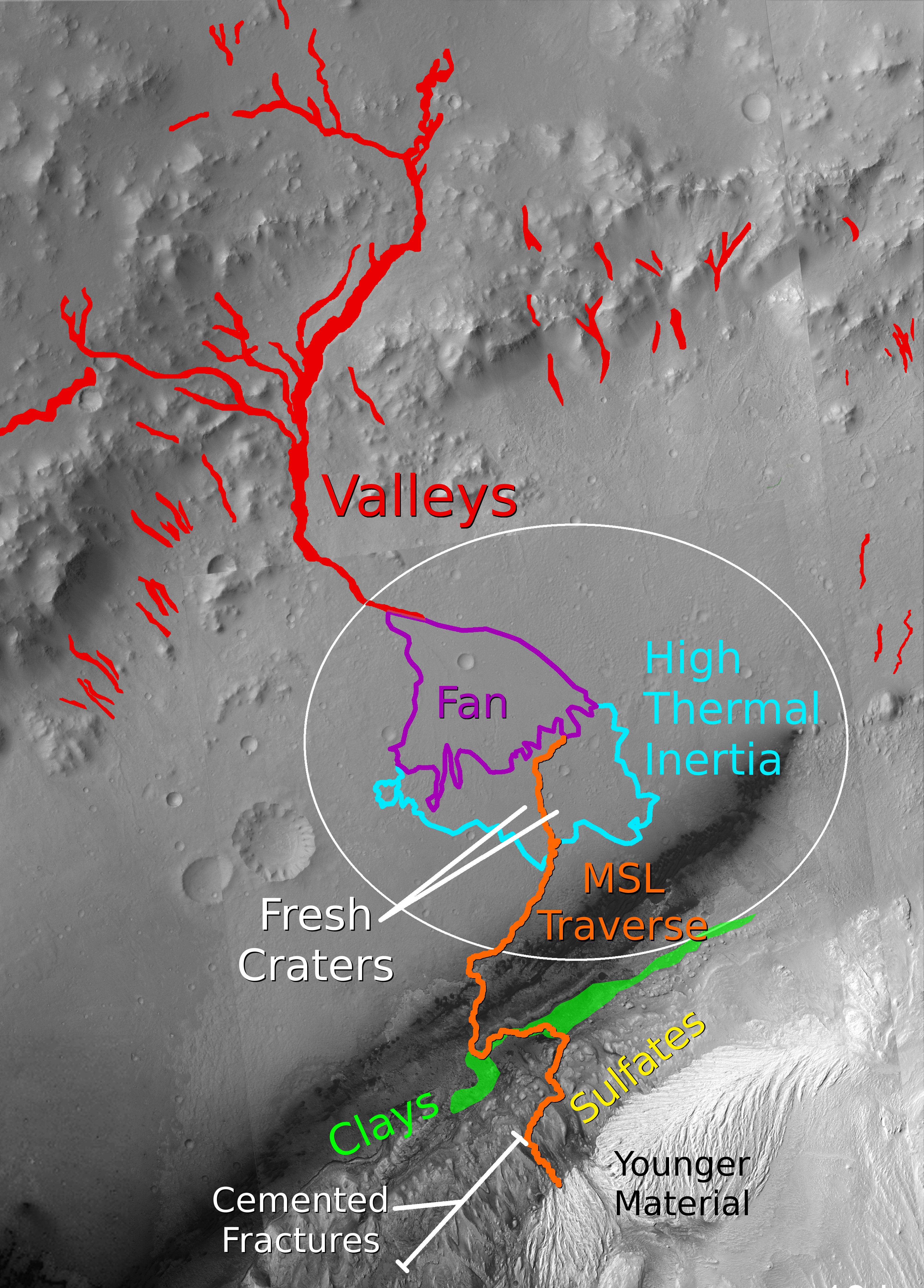
圖型描繪出火星科學實驗室在蓋爾撞擊坑登陸地點的地形和可能的探測路線。
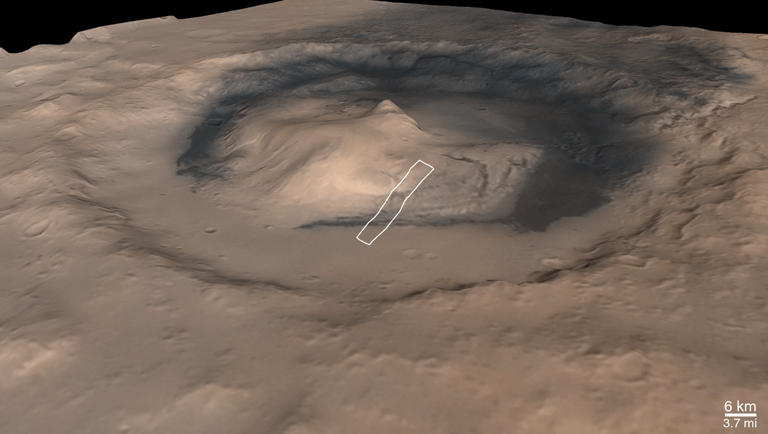
蓋爾撞擊坑MOC廣角和MGS雷射測高儀彩色合成影像。Credit NASA/JPL.MSSS
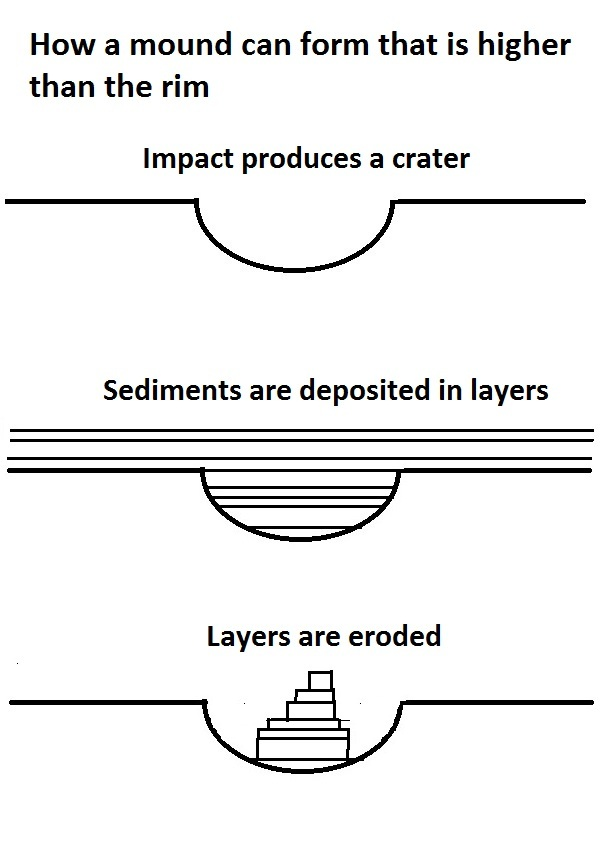
如圖所示，蓋爾撞擊坑的高山可能是從覆蓋了整個區域的沉積層被侵蝕後形成的。
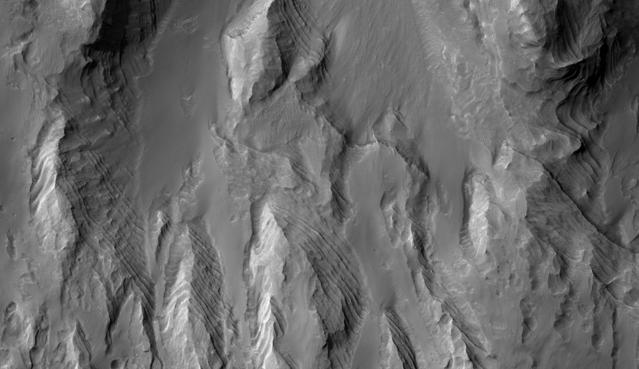
火星侦察轨道器的HiRISE拍攝的蓋爾撞擊坑內地層。這些地層可能是在湖泊內沉積造成，或者是風成。
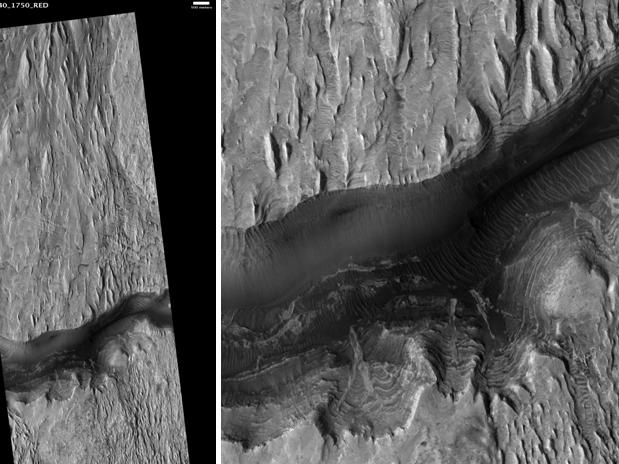
火星侦察轨道器的HiRISE拍攝的蓋爾撞擊坑內大型峽谷。圖內比例尺為500公尺。
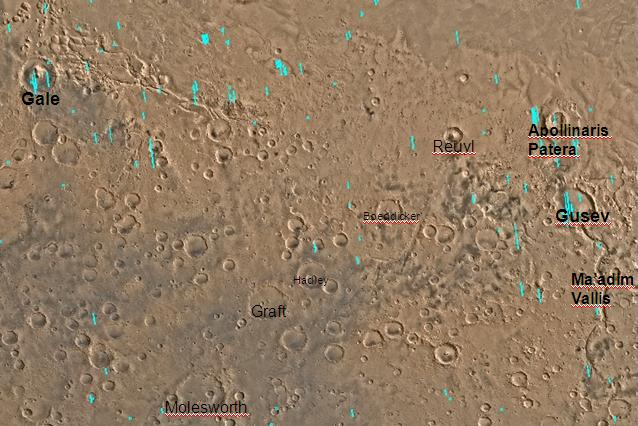
Aeolis區的地圖。蓋爾撞擊坑在該圖左上角。有大量成堆的岩石在蓋爾撞擊坑中間。
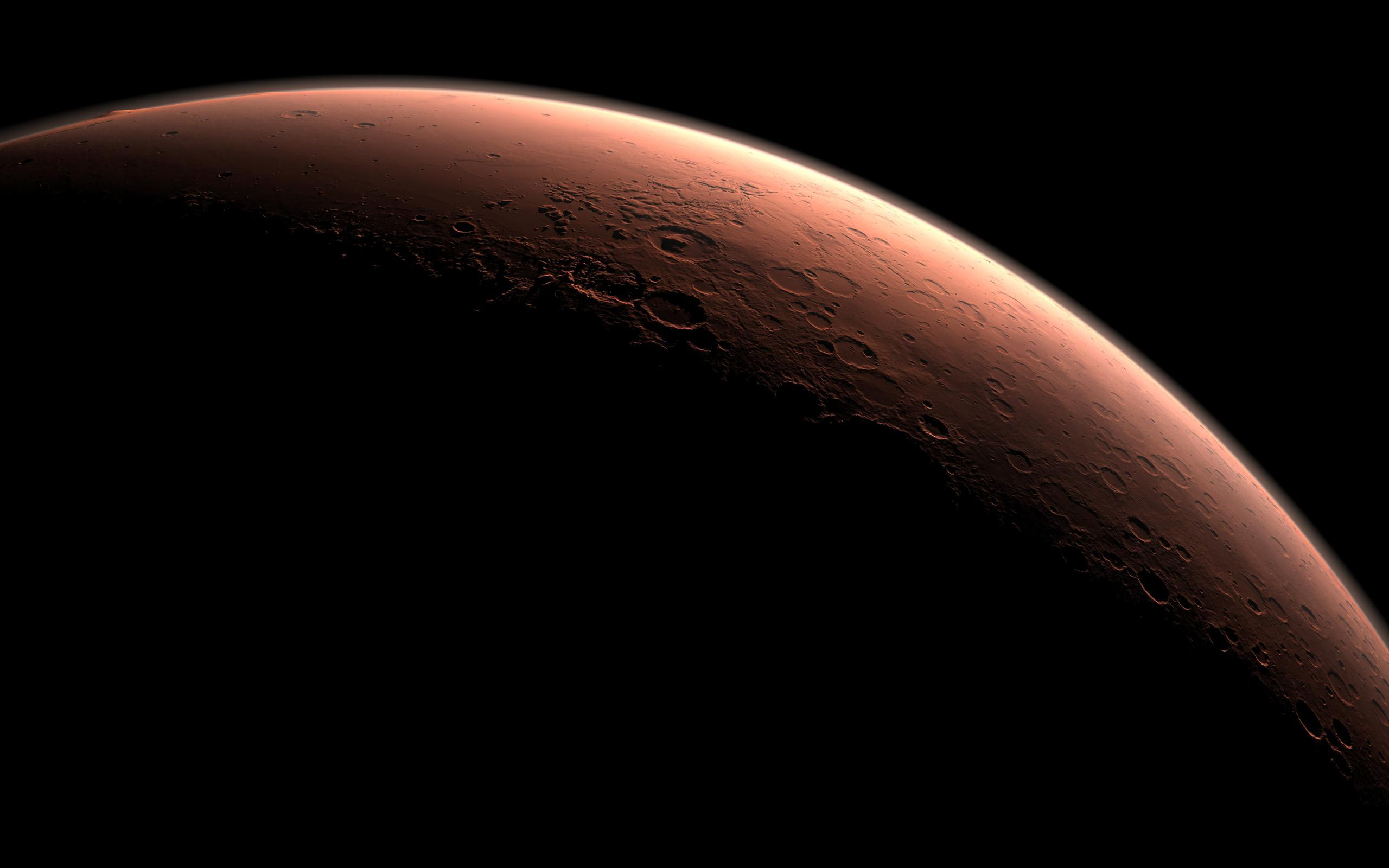
電腦生成的影像描繪火星的黑夜和白天交界處，包括蓋爾撞擊坑所在之處，正在開始接受晨光。

## 外部連結
- Video (02:37) (07/21/2011) （页面存档备份，存于） -  Gale Crater Landing Site For Mars Science Laboratory.
- Layers in Gale Crater （页面存档备份，存于）
- Central debris mound in Gale Crater （页面存档备份，存于）